# Кошкуль (станция, Новосибирская область)
Кошкуль — станция (тип населённого пункта) в Чановском районе Новосибирской области. Входит в состав Новопреображенского сельсовета.

## География
Площадь станции — 39 гектаров.

## Население
| 2002 | 2007 | 2010 |
| ---- | ---- | ---- |
| 164  | ↘146 | ↘94  |

## Инфраструктура
На станции по данным на 2007 год отсутствует социальная инфраструктура.